# Henri Poisson
Ne doit pas être confondu avec Henri Poisson (baron).
Cet article possède un paronyme, voir Henri Poirson.
Pour les articles homonymes, voir Poisson (homonymie).
Henri Poisson (Rennes, 2 octobre 1898 - Rennes, 19 décembre 1977) est un prêtre, chanoine titulaire de la cathédrale de Rennes et auteur de nombreux ouvrages historiques sur la Bretagne. Il écrit aussi sous le nom breton Beneat Al Lann.
Après une année d'enseignement à Saint-Jacques-de-la-Lande, Henri Poisson fut nommé vicaire-instituteur à l'école de la rue de Dinan (Rennes) dont il devint ensuite directeur.

## Publications
- Histoire de Bretagne pour les Enfants, Rennes, Imprimerie commerciale de Bretagne, 1930. Préface par Henri Quilgars
- Résumé aide-mémoire d'histoire et de géographie à l'usage des candidats au certificat d'études primaires. Préface par J. Savatte, Vannes, Imprimerie de Lafolye et J. de Lamarzelle, 1932
- Beneat Al Lann, L'Esprit breton, Dinard, Imprimerie P. Braun, 1934
- Essai de monographie de la paroisse de Saint-Aubin en Notre-Dame de Bonne-Nouvelle, Redon, 1935. Préface par Pierre Robin
- Le Culte de Notre-Dame de Bonne-Nouvelle, Rennes, Imprimerie Perdriel, 1938. Préface par l'abbé A. Harant
- Résumé aide-mémoire d'histoire et de géographie à l'usage des candidats au certificat d'études primaires. Nouvelle édition révisée et complétée conformément aux nouveaux programmes. Préface par J. Savatte, Vannes, Imprimerie de Lafolye et J. de Lamarzelle, 1940
- Histoire de Bretagne Pour les Enfants - 4e édition. Illustrations de P. Roy, Vannes, Imprimerie de Lafolye Frères et J. de Lamarzelle, 1941. Préface par Henri Quilgars
- Géographie de Bretagne, Vannes, Imprimerie de Lafolye Frères et J. de Lamarzelle, 1942. Cartes par Yvon Roy
- Beneat Al Lann, Rétrospective : L'Esprit Breton - Ar Spered Broadel, Rennes, Imprimerie Centrale de Bretagne, s.d.
- Histoire de Bretagne, Rennes, Imprimerie Centrale de Bretagne, 1948. Préface par le Frère M. Alexis, bois gravés hors-texte par Xavier de Langlais, carte par Xavier Haas
- Une lumière de l'Ordre des frères prêcheurs. Yves Mahyeuc : 1462-1541, évêque de Rennes de 1506 à 1541. Lettre-préface du cardinal Roques, Rennes, 1948
- Histoire de Bretagne. 2e édition revue et augmentée, Imprimerie de Chatelaudren, Éditions de Montsouris, 1954. Préface par l'abbé de Boquen, Frère M. Alexis, bois gravé par Raf Tullou en page de couverture, illustrations en noir dans le texte par Michel Tondeur
- L'abbé Jean-Marie Perrot fondateur du Bleun-Brug (1877-1943). Préface de M. le Chanoine Falc'hun, Rennes, Plihon éditeur, 1955
- Vie de saint Armel, Rennes, Imprimerie G. Laigneau, 1958
- Notre-Dame de la Peinière : Saint-Didier, Ille-et-Vilaine, 1958
- Histoire de Bretagne. Troisième édition revue et augmentée. Illustrations de Michel Tondeur, s.l. (Rennes), s.n., 1959
- L'abbé Pierre-Marie Lec'hvien : (1885-1944). Préface de S. E. Mgr Eugène Le Bellec, Saint-Brieuc, Presses bretonnes, 1959
- Notre-Dame de la Peinière : St-Didier, I.-et-V. 4e édition, Saint-Brieuc, Presses bretonnes, 1961
- Yves Le Moal (Dir-Na-Dor) 1874-1957, Saint-Brieuc, Presses bretonnes, 1962
- Histoire de Bretagne, Saint-Brieuc, Les Presses Bretonnes, 1966. 4e édition, bois gravés hors-texte par Xavier de Langlais
- Nominoë : Fondateur de l'État breton, Saint-Brieuc, Les Presses Bretonnes, 1967
- Les Ducs de Bretagne de la maison de Cornouaille : Hoël, Alain Fergent, Conan III, Lorient, Édition Bretagne et culture, 1968
- Histoire de Bretagne, Éditions Breiz, 1981. 7e édition, bois gravés hors-texte par Xavier de Langlais
- Histoire de Bretagne. 8e édition augmentée d'une cinquième partie "Les Texans de l'Europe (1960-1990)" par Jean-Pierre Le Mat - Illustrations de Xavier de Langlais, Coop Breizh, 1993  (ISBN 2-84346-091-3)
- L'abbé Jean-Marie Perrot, fondateur du Bleun-Brug, Unvaniezh Koad-Kev, 1998
- La vie de saint Yves, Rennes, Éditions Ouest-France, 2003  (ISBN 2-73733-331-8)
- Yann-Vari Perrot : 1877-1943, Celtics chadenn, 2004  (ISBN 2-84722-059-3)